# Juxia
Genre
Juxia  est un genre fossile de rhinocéros sans cornes de la famille également éteinte des Paraceratheriidae, ayant vécu en Asie durant l'Éocène supérieur (Bartonien), il y a entre 41 et 37 millions d’années avant notre ère.

## Description

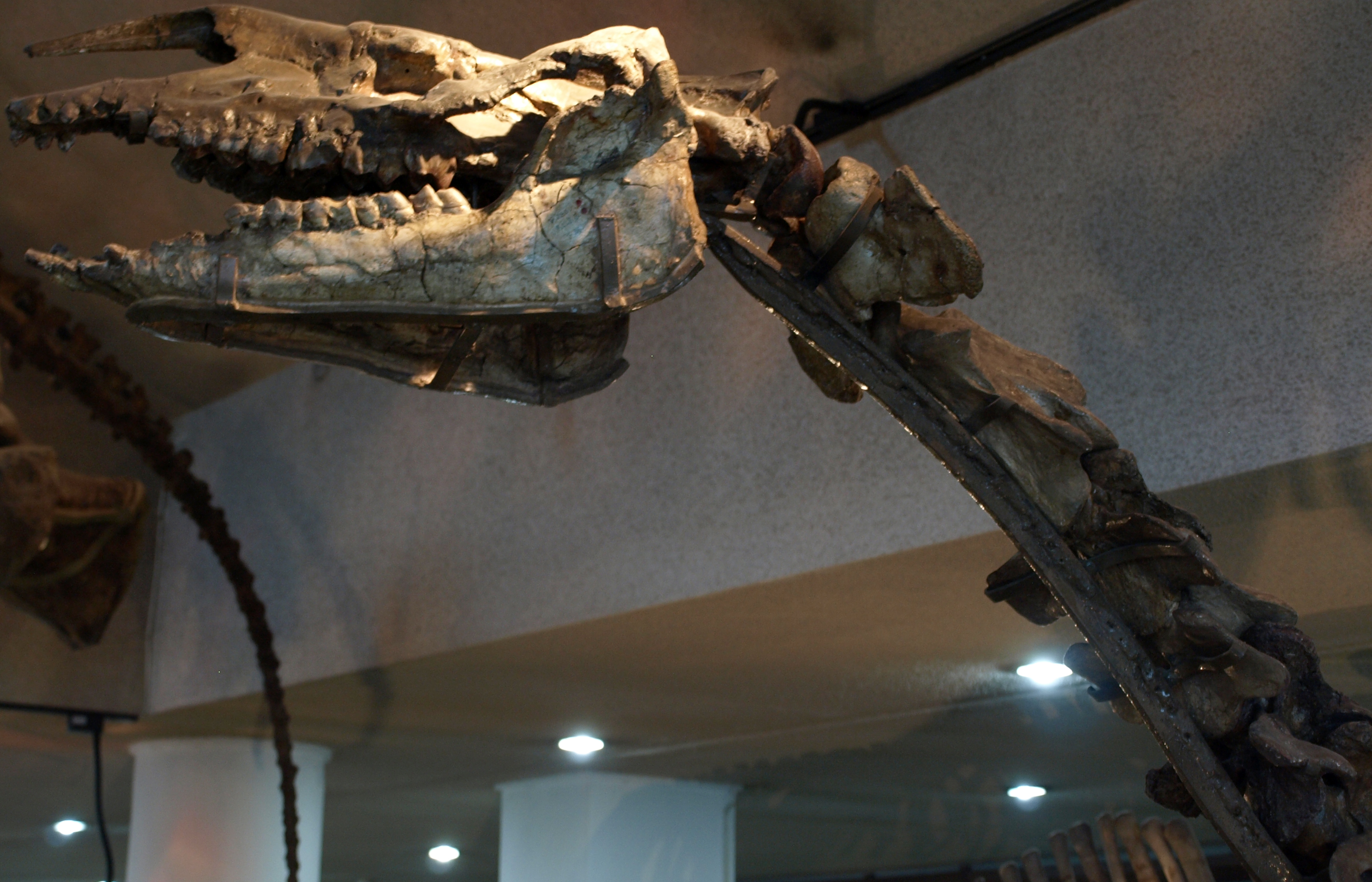
Crâne et cou d'un spécimen monté de Juxia sharamurenense, exposée au musée paléozoologique de Chine.

Juxia est un herbivore légèrement plus grand qu'un cheval et possède un corps relativement léger pour un indricothère, maintenu par de longues jambes allongées et un petit crâne fermement attaché à un cou relativement long. Sur la base de ses dents triangulaires et de ses incisives pointues et saillantes, Juxia est très probablement un brouteur, se nourrissant de fougères et de feuilles sur des branches où la plupart des mammifères herbivores ne pouvaient pas atteindre. En termes d'habitat, Juxia vivait dans les forêts densément luxuriantes et tropicales de l'actuelle Chine. Bien que quelques squelettes aient été trouvés, il n'est pas clair si cet indricothère soit en permanence solitaire ou vivait en petits groupes sociaux. De par sa morphologie, les longues jambes de Juxia lui permet probablement de courir relativement vite pendant une durée limitée, cette particularité étant probablement un mécanisme de défense contre les premiers mammifères prédateurs.

## Liste des espèces
Selon Paleobiology Database (30 octobre 2024) :
- † Juxia micracis Wang, 1976
- † Juxia sharamurenense Chow & Chiu, 1964 - espèce type
- † Juxia shoui Qi & Zhou, 1989

## Systématique
Le nom valide complet (avec auteur) de ce taxon est Juxia Chow (d) & Chiu (d), 1964. 